# Максимова Катерина Сергіївна
Катерина Сергіївна Максимова (рос. Екатерина Сергеевна Максимова; 1 лютого 1939, Москва — 28 квітня 2009, Москва)  — російська радянська балерина і педагогиня, що багато років танцювала на сцені Большого театру.

## Біографія
Народилася в Москві в 1939 році, закінчила Московське хореографічне училище і в 1958-му поступила у Большой театр, де служила до 1988-го. Її навчала сама Галина Уланова, а Юрій Григорович ставив для неї балети. Тільки поступивши в ДАБТ, вона станцювала Катерину в московській прем'єрі балету Сергія Прокоф'єва «Кам'яна квітка», а згодом виконувала прославлені партії, зокрема Китрі в «Дон Кіхоті», Жізель в однойменному балеті Адана, Одетту-Оділлію в «Лебединому озері», Фригію в «Спартаку».
Останній виступ Катерини Максимової на сцені Большого театру відбувся 1 лютого 1999 року, в день її 60-ліття, в мінібалеті «Сади Вілландрі» на музику Шуберта.
З 1982 року балерина викладала в ГІТІСі класичну спадщину і композицію танцю. У 1996-му вона стала професором цього вишу. З 1998-го Катерина Максимова була балетмейстером-репетитором Большого театру. З нею займалися такі молоді зірки, як Світлана Лунькіна, Галина Степаненко, Маріана Рижкіна, Ганна Нікуліна, Марія Богданович.
У числі нагород Катерини Максимової були премії Ганни Павлової і Маріуса Петіпи (Паризька академія танцю), премія імені Дягилєва, медаль імені Пабло Пікассо, орден Дружби народів і орден «За заслуги перед Вітчизною».
Дружина і постійний сценічний партнер Володимира Васильєва.

## Визнання і нагороди
- Золота медаль міжнародного конкурсу артистів балету у Варні (1964)
- Премія імені Ганни Павлової Паризькій академії танцю (1969)
- Премія Маріуса Петіпа (1972, Париж)
- Лауреат премії Ленінського комсомолу (1972)
- Народна артистка СРСР (1973)
- Орден Леніна (1976)
- Орден Трудового Червоного Прапора
- Державна премія СРСР (1981)
- Державна премія РРФСР їм. братів Васильєвих (1984)
- Державна премія Російської Федерації (1991)
- Орден «За заслуги перед Вітчизною» III ступеня (1999)
- Орден «За заслуги перед Вітчизною» IV ступеня (2008)
- На її честь названо астероїд 4145 Максимова.